# Die Gezeichneten

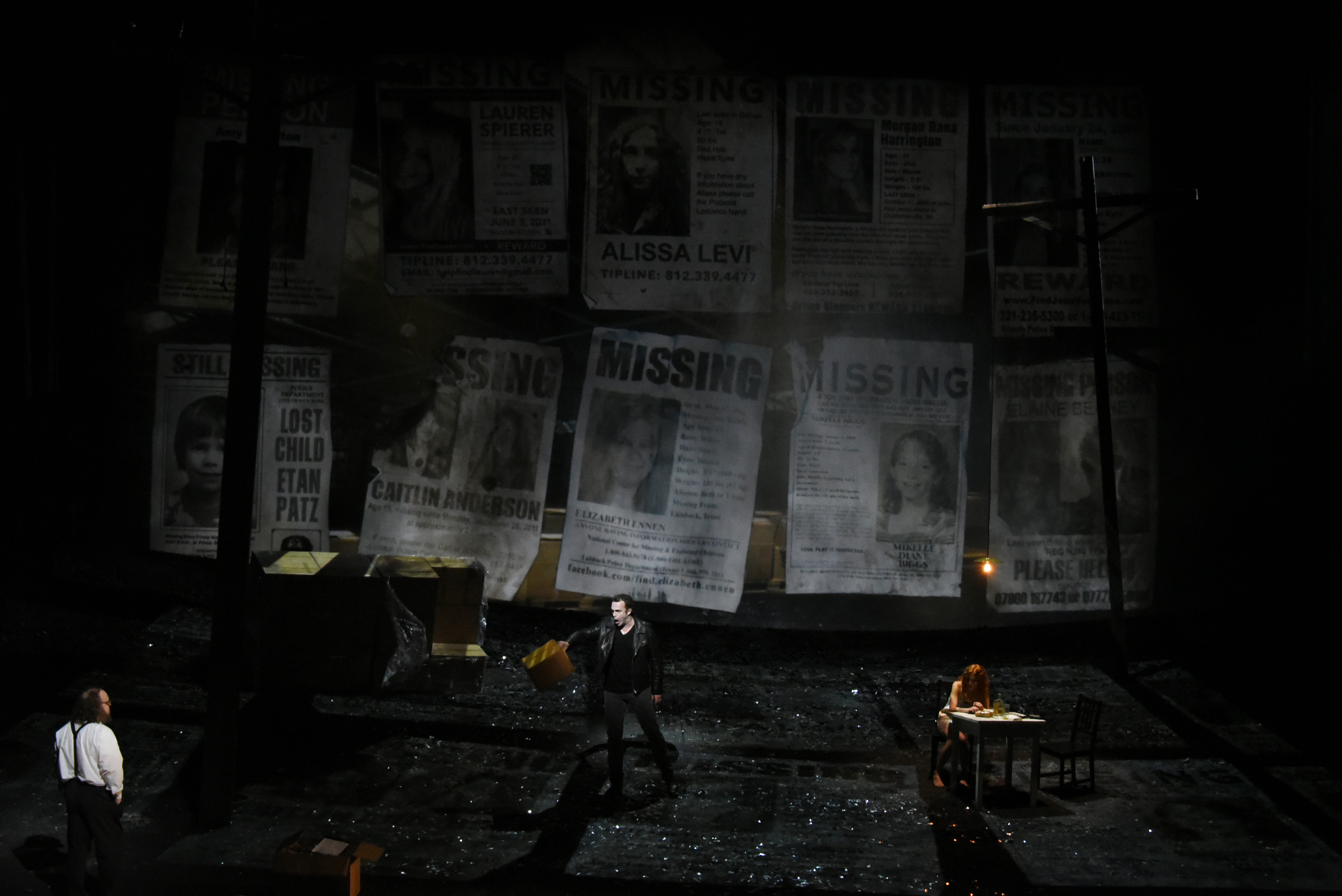
Opéra de Lyon 2015

Die Gezeichneten (Los marcados o Los estigmatizados) es una ópera en tres actos con música y libreto de Franz Schreker. 
Schreker escribió el libreto en 1911 a petición de Alexander Zemlinsky basado en la obra de Frank Wedekind Hidalla. Sin embargo, Schreker decidió musicalizar el texto él mismo y terminó la composición en 1915. Una versión de concierto ampliada de la obertura de la ópera, titulada Vorspiel zu einem Drama, se estrenó en el Musikverein de Viena el 8 de febrero de 1914 por la Orquesta Filarmónica de Viena dirigida por Felix Weingartner. La ópera entera se estrenó el 25 de abril de 1918 por la Ópera de Fráncfort en la Alte Oper. En las estadísticas de Operabase aparece con sólo 3 representaciones en el período 2005-2010.

## Personajes
| Personaje                             | Tesitura     | Reparto del estreno 25 de abril de 1918 (Director: Ludwig Rottenberg) |
| ------------------------------------- | ------------ | --------------------------------------------------------------------- |
| Duque Antoniotto Adorno               | bajo         | Walter Schneider                                                      |
| Conde Vitelozzo Tamare                | barítono     | Robert vom Scheidt                                                    |
| Lodovico Nardi, Podestà               | bajo         | Willy Roos                                                            |
| Carlotta Nardi, su hija               | soprano      | Else Gentner-Fischer                                                  |
| Alviano Salvago, un noble genovés     | tenor        | Karl Ziegler                                                          |
| Guidobald Usodimare, un noble genovés | tenor        | Hermann Schramm                                                       |
| Menaldo Negroni, un noble genovés     | tenor        | Erik Wirl                                                             |
| Michelotto Cibo, un noble genovés     | barítono     | Rudolf Brinkmann                                                      |
| Gonsalvo Fieschi, un noble genovés    | barítono     | Fritz Meurs                                                           |
| Julian Pinelli, un noble genovés      | bajo         | Josef Gareis                                                          |
| Paolo Calvi, un noble genovés         | bajo         | Josef Gareis                                                          |
| Capitaneo di Giustizia                | bajo         | Leo Kaplan                                                            |
| Ginevra Scotti                        | soprano      | Marta Uersfeld                                                        |
| Martuccia, ama de llaves de Alviano   | contralto    | Marie Welling-Bertram                                                 |
| Pietro, un matón                      | tenor        |                                                                       |
| Un joven                              | tenor        | Franz Wartenberg                                                      |
| Su amigo                              | bajo         | Willy Schürmann                                                       |
| Una muchacha                          | soprano      | Elisabeth Kandt                                                       |
| Primer senador                        | tenor        | Erik Wirl                                                             |
| Segundo senador                       | barítono     | Rudolf Brinkmann                                                      |
| Tercer senador                        | bajo         | Josef Gareis                                                          |
| Un criado                             | bajo         |                                                                       |
| Una doncella                          | mezzosoprano | Anita Franz                                                           |
| Primer ciudadano                      | tenor        |                                                                       |
| Segundo ciudadano                     | barítono     | Carl Bauermann                                                        |
| Tercer ciudadano                      | bajo         | Willy Schürmann                                                       |
| Padre                                 | bajo         | Paul Neumann                                                          |
| Madre                                 | contralto    | Frieda Hammerschmidt                                                  |
| Un niño pequeño, papel mudo           |              |                                                                       |
| Primer muchacho                       | tenor        | Franz Wartenberg                                                      |
| Segundo muchacho                      | barítono     | Carl Bauermann                                                        |
| Tercer muchacho                       | bajo         | Willy Schürmann                                                       |
| Un ciudadano gigante                  | bajo         | Karl Kröff                                                            |